# 大阳二分街万楼
大阳二分街万楼是一座清代古建筑，位于山西省晋城市泽州县大阳镇大阳二分街村。2013年1月，大阳二分街万楼公布为晋城市文物保护单位，编号3-99。